# Ellen Gould Zweibel
Ellen Gould Zweibel (née le 20 décembre 1952 à New York) est une astrophysicienne et physicienne des plasmas américaine.

## Formation
En 1973, Ellen Zweibel obtient sa licence en mathématiques à l'université de Chicago et en 1977 son doctorat en physique à Princeton avec la thèse The Equilibrium and Radial Oscillations of Cool Stellar Disks sous la direction de Jeremiah Ostriker. Elle est chercheuse invité à l'Institute for Advanced Study pour l'année académique 1977-1978 et rejoint ensuite le groupe de physique solaire du High Altitude Observatory (en) du National Center for Atmospheric Research. En outre, elle est de 1980 à 2003 professeure à l'université du Colorado. Elle est désormais titulaire de la chaire d'astronomie et de physique William L. Kraushaar à l'université du Wisconsin-Madison. Zweibel est membre fondatrice et ancienne directrice du Center of Magnetic Self-Organization de la Fondation nationale pour la science (NSF) et du Department of Energy (DOE).

## Reconnaissance et distinctions
En 1991, elle est élue membre de la Société américaine de physique.
En 2016, elle reçoit le prix James Clerk Maxwell pour la physique des plasmas pour " ses recherches fondamentales sur l'énergétique, la stabilité et la dynamique des plasmas astrophysiques, notamment ceux liés aux étoiles et aux galaxies, et pour son leadership dans l'établissement de liens entre les plasmas et d'autres phénomènes astrophysiques ". Elle étudie les phénomènes astrophysiques et la physique des plasmas du soleil, des étoiles, des galaxies et des amas de galaxies.
Elle est élue à l'Académie nationale des sciences en 2021.